# Julian Schwinger
Julian Seymour Schwinger (New York, 12 februari 1918 – Los Angeles, 16 juli 1994) was een Amerikaans theoretisch natuurkundige die in 1965 samen met Richard Feynman en Shinichiro Tomonaga de Nobelprijs voor de Natuurkunde kreeg voor zijn werk op het gebied van kwantumelektrodynamica.

## Biografie
Schwinger werd geboren in New York als zoon van Benjamin Schwinger en Belle Rosenfeld. Hij was zijn leeftijdsgenoten ver voor. Op vroege leeftijd was hij al begaafd in de wis- en natuurkunde. Hij rondde op 14-jarige leeftijd de Townsend Harris High School af en trad vervolgens toe tot de City College of New York. Hierna ging hij naar de Columbia-universiteit waar hij in 1936 zijn bachelor (B.A.) en in 1939 zijn doctoraat (Ph.D.) verkreeg, deze laatste onder begeleiding van Isidor Isaac Rabi.
De volgende twee jaar werkte hij aan de universiteit van Californië te Berkeley, eerst als National Research Fellow en daarna als assistent van Robert Oppenheimer. Later was hij als docent natuurkunde verbonden aan de Purdue-universiteit.
Zijn activiteiten gedurende de oorlog vonden grotendeels plaats bij het Radiation Laboratory van het Massachusetts Institute of Technology (MIT) te Cambridge. Daarbij leverde hij theoretische ondersteuning ten behoeve van de ontwikkeling van (microgolf) radarsystemen. Na de oorlog accepteerde hij een positie bij de Harvard-universiteit, vanaf 1945 als docent en twee jaar later – op 29-jarige leeftijd – werd hij er hoogleraar. Van 1972 tot aan zijn overlijden in 1994 was hij professor natuurkunde aan de universiteit van Californië - Los Angeles (UCLA).

## Werk
Schwinger opmerkelijkste bijdrage aan de natuurkunde was de samensmelting van de elektromagnetische theorie en de kwantummechanica in die van de kwantumelektrodynamica, waarvan de basis reeds eerder was gelegd door Paul Dirac, Werner Heisenberg en Wolfgang Pauli.
Tijdens de Tweede Wereldoorlog ontwikkelde hij, en anderen zoals Feynman, Tomonaga en Freeman Dyson, de wiskundige formulering van de kwantumelektrodynamica in een wijze die verenigbaar was met Einsteins relativiteitstheorie. Deze nieuwe theorie leidde tot een beter inzicht van de interacties tussen geladen deeltjes en elektromagnetische velden. Dit bleek bruikbaar te zijn in het meten en verklaren van het gedrag van atomaire en subatomaire deeltjes.
Schwinger, Feynman en Tomonaga, die onafhankelijk van elkaar – Feynman aan Caltech en Tomanago aan de universiteit van Tokio – allen tot gelijkwaardige resultaten waren gekomen, werden hiervoor later gezamenlijk onderscheiden met de Nobelprijs voor de Natuurkunde.

## Kritiek van Schwinger op bepaalde tendensen in de moderne wetenschap
Na 1989 begon Schwinger zich sterk te interesseren voor het buiten de hoofdstroom vallende onderzoek naar de koude kernfusie. Hij schreef acht artikelen over dit onderwerp. Hij zegde zijn lidmaatschap van de American Physical Society op, toen deze weigerde zijn artikelen te publiceren. Hij was van mening dat het onderzoek naar de koude kernfusie werd onderdrukt en dat de akademische vrijheid met voeten werd getreden. Hij schreef in dit verband: “De druk om je te conformeren is geweldig groot. Ik heb meegemaakt dat hoofdredacteurs ingediende artikelen weigerden, louter op grond van giftige commentaren van beoordelaars. Wanneer onpartijdige beoordeling plaats maakt voor censuur, betekent dit het einde van de wetenschap.”

## Erkenning
Schwinger was lid van de American Physical Society en van de National Academy of Sciences. Naast de Nobelprijs in 1965 mocht hij ook in 1951 de Albert Einstein Award (samen met Kurt Gödel) en in 1964 de National Medal of Science in ontvangst nemen. Daarnaast verkreeg hij eredoctoraten van de Purdue-universiteit (1961) en van Harvard (1962).

## Publicaties
- Quantum Theorie of Angular Momentum (1965)
- Particles, Sources and Fields (1970)
- Einstein's Legacy: The Unity Space and Time (1986)